# Gerasdorf bei Wien
Gerasdorf bei Wien is een gemeente in de Oostenrijkse deelstaat Neder-Oostenrijk, gelegen in het district Korneuburg (KO). De gemeente heeft ongeveer 10.900 inwoners.

## Geografie
Gerasdorf bei Wien heeft een oppervlakte van 35,24 km². Het ligt in het noordoosten van het land, vlak bij de hoofdstad Wenen.

## Districtsindeling
De gemeente maakte tot en met 31 december 2016 deel uit van het district Wien-Umgebung (WU). Dit district is op 1 januari 2017 opgeheven.

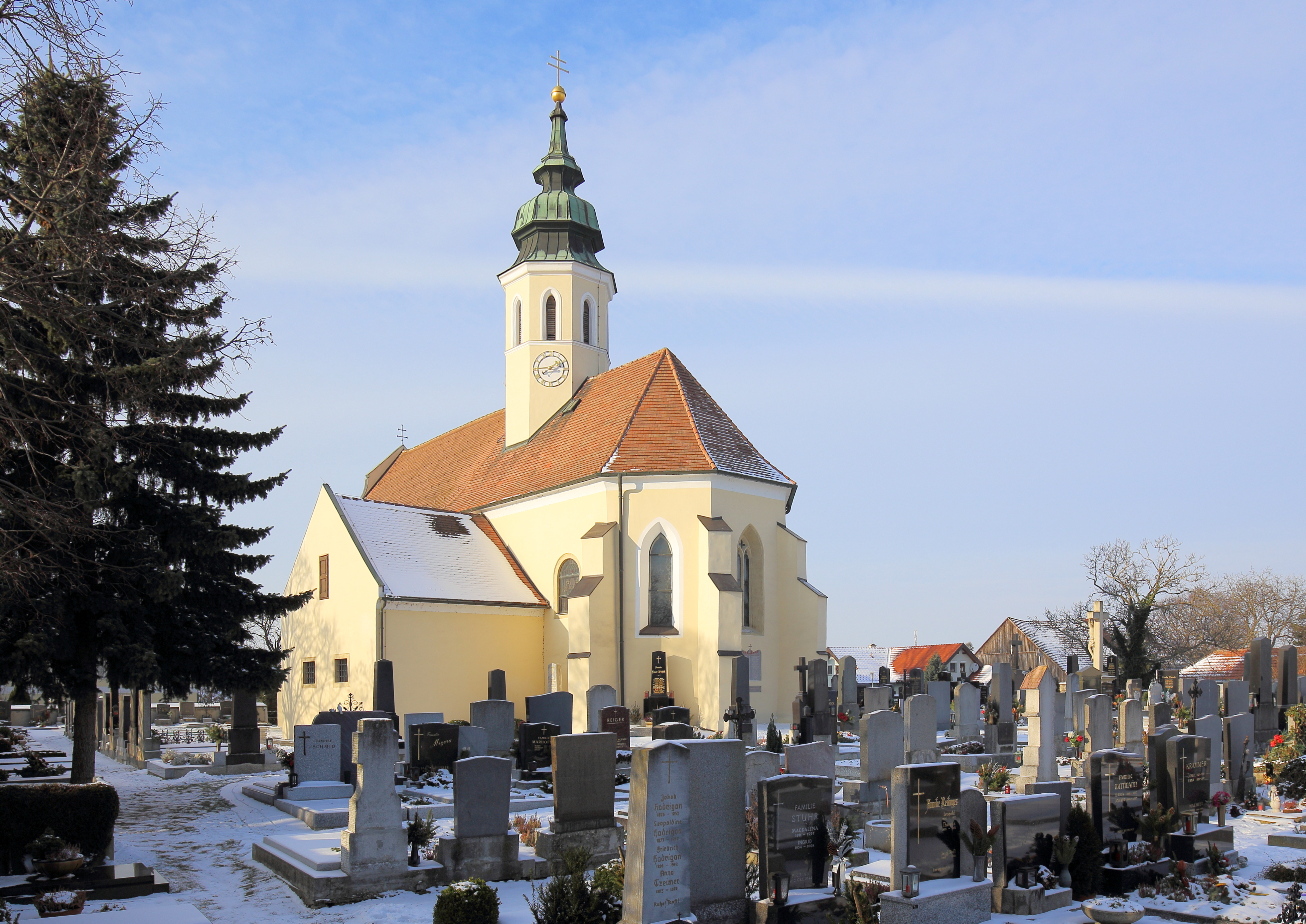
Kerk

Bisamberg · Enzersfeld im Weinviertel · Ernstbrunn · Großmugl · Großrußbach · Hagenbrunn · Harmannsdorf · Hausleiten · Korneuburg · Langenzersdorf · Leitzersdorf · Leobendorf · Niederhollabrunn · Rußbach · Sierndorf · Spillern · Stetteldorf am Wagram · Stetten · Stockerau
- Gemeinsame Normdatei: 4527002-8
- Library of Congress Control Number: no2008041807
- MusicBrainz: 5d0b3301-4c96-4761-9ff1-78d6b22261f0
- Nationale Bibliotheek van Tsjechië: ge1125780
- Virtual International Authority File: 155158020
- WorldCat: E39PBJjHgXHCgfmW7GKt9rY773